# Leionema
Leionema es un género con una especies de plantas de flores perteneciente a la familia Rutaceae. Son pequeños arbustos endémicos del este de Australia.
Tiene flores formando estrellas de color blanco-crema o amarillo brillante.

## Especies seleccionadas
- Leionema ambiens (F.Muell.) Paul G.Wilson
- Leionema bilobum (Lindl.) Paul G.Wilson
- Leionema carruthersii (F.Muell.) Paul G.Wilson
- Leionema coxii (F.Muell.) Paul G.Wilson
- Leionema dentatum (Sm.) Paul G.Wilson
- Leionema diosmeum (Comm. ex A.Juss.) Paul G. Wilson
- Leionema elatius (F.Muell.) Paul G.Wilson
- Leionema ellipticum Paul G.Wilson
- Leionema equestre (D.A.Cooke) Paul G.Wilson
- Leionema gracile (C.T. White) Paul G.Wilson
- Leionema hillebrandii (J.H. Willis) Paul G.Wilson
- Leionema lachnaeoides (A.Cunn.) Paul G.Wilson
- Leionema lamprophyllum (F.Muell.) Paul G.Wilson
- Leionema microphyllum (F.Muell.) Paul G.Wilson
- Leionema montanum (Hook.) Paul G.Wilson
- Leionema nudum (Hook.) Paul G.Wilson
- Leionema obtusifolium (Paul G.Wilson) Paul G.Wilson
- Leionema oldfieldii (F.Muell.) Paul G.Wilson
- Leionema phylicifolium (F.Muell.) Paul G.Wilson
- Leionema ralstonii  (F.Muell.) Paul G.Wilson
- Leionema rotundifolium (Endl.) Paul G.Wilson
- Leionema scopulinum B.M.Horton & Crayn
- Leionema sympetalum (Paul G.Wilson) Paul G.Wilson
- Leionema viridiflorum (Paul G.Wilson) Paul G.Wilson